# Monte Cristi (província)
Monte Cristi é uma província da República Dominicana. Sua capital é a cidade de Monte Cristi.

## demografia
A população da área foi 112.000 em 2009.

### composição étnica
- 59,0% negros
- 31,0% mulatos
- 10,0% brancos